# John DeCuir junior
John DeCuir junior, zumeist John DeCuir jr. (* 4. August 1941 in Burbank, Kalifornien, Vereinigte Staaten) ist ein US-amerikanischer Filmarchitekt und Firmenmanager.

## Leben
Der Sohn des vielfach preisgekrönten Filmarchitekten John DeCuir hatte 1965 an der USC in Los Angeles ein Architekturstudium abgeschlossen und noch während seiner Studienzeit über seinen Vater Kontakte zur Filmbranche geknüpft. So wirkte er beispielsweise zu Beginn der 1960er Jahre in Rom als Illustrator an der Seite seines Vaters am aufwändigen Cleopatra-Film von Joseph L. Mankiewicz mit Elizabeth Taylor und 1965/66, ebenfalls in Italien, an der 1967 uraufgeführten Kriminalkomödie Venedig sehen – und erben… desselben Regisseurs. Bereits 1964 assistierte DeCuir junior DeCuir senior bei der schauprächtigen Filmbiografie Michelangelo – Inferno und Ekstase von Carol Reed. In allen drei multimillionen Dollar teuren Großproduktionen spielte Rex Harrison eine der männlichen Hauptrollen.
Im Jahr 1966 ging John DeCuir jr. für zwei Jahre zur US-Coast Guard (letzter Dienstgrad: Lt. Commander), 1968 holte ihn die Walt Disney Co. als Projektdesigner für Disney World. 1972 wurde John De Cuir jr. als Director of Design zur Six Flags Corp. berufen, von 1974 an wirkte er für fünf Jahre erneut als Projektdesigner, diesmal bei Epcot. 1980 – inzwischen hatte sich DeCuir als Chefarchitekt auch beim Kinofilm etabliert – rückte er als Präsident an die Spitze seiner eigenen Firma, der John F. De Cuir jr. Design Consultants Inc., seit 1987 steht er als Präsident der Firma Cinematix vor.
John DeCuir jr. hat nur sporadisch als Filmarchitekt gearbeitet, anfänglich, von 1979 bis 1985, mehrfach an der Seite seines Vaters. Seit 1993 entwirft er fast nur noch die Bauten für Fernsehproduktionen oder Filme, die direkt als Video erschienen. Seine Managertätigkeit besaß gegenüber dieser praktischen Tätigkeit für das Kino stets Vorrang. 1971 zeichnete er als szenenbildnerischer Gestalter der Oscar-Verleihung verantwortlich, darüber hinaus entwarf er die Dekorationen zu der einen oder anderen Fernsehproduktion wie dem Frank-Sinatra-Special Old Blue Eyes Is Back und den Unterhaltungsproduktionen Double Switch und Earth * Star Voyager.

## Filmografie
- 1980: Hebt die Titanic (Raise the Titanic)
- 1981: Tote tragen keine Karos (Dead Men Don’t Wear Plaid)
- 1984: Ghostbusters – Die Geisterjäger (Ghostbusters)
- 1985: Die rabenschwarze Nacht – Fright Night (Fright Night)
- 1986: Top Gun
- 1986: Staatsanwälte küßt man nicht (Legal Eagles)
- 1988: Elvira – Herrscherin der Dunkelheit (Elvira, Mistress of the Dark)
- 1989: Scott & Huutsch (Turner & Hooch)
- 1991: Der große Blonde mit dem schwarzen Fuß (True Identity)
- 1992: Schlafwandler (Stephen King’s Sleepwalkers)
- 1993: Sister Act 2 – In göttlicher Mission (Sister Act 2: Back in the Habit)
- 1995: Der Kampf um die vier Diamanten (The Four Diamonds) (Fernsehfilm)
- 1998: Der amerikanische Neffe (The Nephew)
- 1998: Universal Fighter (Land of the Free)
- 1999: Wer Sturm sät (Inherit the Wind) (Fernsehfilm)
- 1999: Verlorene Sieger (That Championship Season) (Fernsehfilm)
- 1999: Running Red – Schatten der Vergangenheit (Running Red)
- 2000: Slow Burn – In der Hitze der Wüste (Slow Burn)
- 2001: Chestnut Hill (Fernsehfilm)
- 2001–2002: Providence (Fernsehserie, 15 Folgen)
- 2010: Krews